# Philotheca basistyla
Philotheca basistyla är en vinruteväxtart som beskrevs av F.H. Mollemans. Philotheca basistyla ingår i släktet Philotheca och familjen vinruteväxter. Inga underarter finns listade i Catalogue of Life.